# Sucidava

Antica fortezza di Sucidava; mappa delle mura

Antico insediamento di Sucidava

Sucidava (Sykibid per Procopio, Σucidava per Pârvan) è un sito archeologico della Dacia, situato a Corabia (Romania) sulla riva settentrionale del Danubio. Vi si possono trovare la prima basilica cristiana della Romania e le basi di un ponte romano che attraversava il Danubio costruito da Costantino I per unire Sucidava ed Oescus (oggi in Bulgaria, in Mesia). C'è anche una fonte sotterranea segreta che scorre sotto le mura cittadine fino a sbucare all'esterno.
Dal punto di vista archeologico, le monete trovate a Sucidava mostrano una serie ininterrotta da Aureliano (270-275) a Teodosio II (408-450). Secondo le prove archeologiche nel 443 o nel 447 la città patì attacchi da parte degli Unni, per poi essere ricostruita sotto Giustino I (518-527) o Giustiniano I (527-565). Attorno al 600, sembra che la guarnigione romana abbia abbandonato la città.